# Гряда (Тверская область)
Гряда́ — деревня в Борковском сельском поселении Бежецкого района Тверской области.

## География
Расположена вдоль автомобильной дороги западнее деревни Ежево, с которой соединена этой же дорогой.

## Население
| 2008 | 2010 |
| ---- | ---- |
| 3    | ↘1   |